# Asimilación judía
La asimilación judía (en hebreo, התבוללות, hitbolelut) se refiere a la asimilación cultural gradual y la integración social de los judíos en su cultura circundante, así como al programa ideológico que promueve la conformidad como una solución potencial a la marginación judía histórica en la era de la emancipación.
En España y Portugal, después del siglo XV, hubo controversia sobre la sinceridad de los judeo-católicos ibéricos que se convirtieron bajo el dolor de ser expulsados de la Península. En España y Portugal, los descendientes de árabes, moros y judíos (moriscos y marranos) fueron, durante un período de tiempo, excluidos de ciertos gremios, de posiciones en el clero y particularmente de emigrar a Iberoamérica. 
La Iglesia católica ha atraído a algunos judíos, como Gustav Mahler, Ludwig Wittgenstein, Marcel Proust, Edith Stein, Eugenio Zolli, Erich von Stroheim y Jean-Marie Lustiger.

## Historia
El fenómeno de la asimilación se remonta desde el Imperio Seleucida (312-63 AC) que se centró en el Medio Oriente representativo de la cultura helenística donde se mantenía la preeminencia de las costumbres griegas. Muchos judíos habían adoptado la lengua y cultura helenística de la época. El uso de la lengua vernácula es un ejemplo de aculturación clave de la asimilación en la época moderna.
En este contexto, la asimilación judía comenzó de nuevo entre los judíos asquenazi en gran escala hacia finales del siglo XVIII en Europa Central y Oriental, principalmente en Alemania, Austria, Hungría, República Checa, Eslovaquia, Polonia, Ucrania, Rumania, Moldavia, Rusia, Bielorrusia, Lituania y Letonia. Las razones para su éxito inicial como asimilados incluyeron, entre otras, la esperanza de mejores oportunidades entre los no judíos, especialmente entre las clases altas.